# 4034 Vishnu
4034 Vishnu este un asteroid din grupul Apollo, descoperit pe 22 noiembrie 1986 de Eleanor Helin.